# Vincenc Čundrlík
Vincenc Čundrlík, též Vincent Čunderlík (28. dubna 1873 Motyčky – ???) byl slovenský a československý politik a meziválečný poslanec Národního shromáždění za Československou sociálně demokratickou stranu dělnickou.

## Biografie
Podle údajů k roku 1920 byl profesí kovodělníkem v Tisovci. Byl prvním předsedou skupiny Svazu kovodělníků a sociálně demokratické strany v Tisovci.
V parlamentních volbách v roce 1920 získal za Československou sociálně demokratickou stranu dělnickou mandát v Národním shromáždění.